# Атлас-B
Атлас-B (англ. SM-65B Atlas, X-12) — американская ракета-носитель семейства «Атлас», прототип межконтинентальной баллистической ракеты SM-65 Atlas. Всего было выполнено десять пусков. Девять из них суборбитальные по программе испытаний боевой ракеты «Атлас» (пять из них — успешные). В ходе одного (седьмого по счёту) запуска, 18 декабря 1958 года, был запущен спутник SCORE.

## Пуски
| № п/п | Дата пуска       | Серийный номер | Примечания                                                                    |
| ----- | ---------------- | -------------- | ----------------------------------------------------------------------------- |
| № 1   | 19 июля 1958     | 3B             | Суборбитальный полёт, высота — 10 км. Запуск признан «незначительно успешным» |
| № 2   | 2 августа 1958   | 4B             | Суборбитальный полёт, высота — 900 км. Запуск признан «полностью успешным»    |
| № 3   | 29 августа 1958  | 5B             | Суборбитальный полёт, высота — 900 км.                                        |
| № 4   | 14 сентября 1958 | 8B             | Суборбитальный полёт, высота — 900 км.                                        |
| № 5   | 18 сентября 1958 | 6B             | Суборбитальный полёт, высота — 100 км.                                        |
| № 6   | 18 ноября 1958   | 9B             | Суборбитальный полёт, высота — 800 км.                                        |
| № 7   | 29 ноября 1958   | 12B            | Суборбитальный полёт, высота — 900 км.                                        |
| № 8   | 18 декабря 1958  | 10B            | Первый вывод спутника весом 3 980 кг на орбиту. NSSDC ID 1958-006A            |
| № 9   | 16 января 1959   | 13B            | Суборбитальный полёт, высота — 100 км.                                        |
| № 10  | 4 февраля 1959   | 11B            | Суборбитальный полёт, высота — 990 км.                                        |